# Astus
Astus es un género de plantas perteneciente a la familia Myrtaceae. Originario del sudoeste de Australia.

## Taxonomía
El género fue descrito por Rye & Trudgen y publicado en Nuytsia 15: 502. 2005. La especie tipo es: Astus tetragonus (F.Muell. ex Benth.) Trudgen & Rye

## Especies aceptadas
A continuación se brinda un listado de las especies del género Astus aceptadas hasta febrero de 2013, ordenadas alfabéticamente. Para cada una se indica el nombre binomial seguido del autor, abreviado según las convenciones y usos, y la publicación válida.
- Astus duomilius Trudgen & Rye, Nuytsia 15: 504 (2005).
- Astus subroseus Trudgen & Rye, Nuytsia 15: 505 (2005).
- Astus tetragonus (F.Muell. ex Benth.) Trudgen & Rye, Nuytsia 15: 508 (2005).
- Astus wittweri Trudgen & Rye, Nuytsia 15: 509 (2005).[3]